# Baunach Young Pikes
O Baunach Young Pikes é um clube de basquetebol masculino com sede em Bamberga, Alemanha que atualmente disputa a ProB, correspondente a terceira divisão germânica. O clube manda seus jogos no Graf-Stauffenberg-Halle com capacidade para 1.500 espectadores. O clube é de propriedade do Bamberger Basketball GmbH que também gere o Brose Bamberg da Bundesliga, desta forma existe colaboração entre as equipes.

## Histórico de Temporadas
| Temporada | Nível | Liga           | Pos. | Resultado             |
| --------- | ----- | -------------- | ---- | --------------------- |
| 2011–12   | 4     | 1.Regionliga   | 4    | Playoffs de Promoção  |
| 2012–13   | 4     | 1.Regionliga   | 1    | Promovido             |
| 2013–14   | 3     | ProB           | 8    | Promovido (Finalista) |
| 2014–15   | 2     | ProA           | 9    | –                     |
| 2015–16   | 2     | ProA           | 9    | –                     |
| 2016–17   | 2     | ProA           | 13   | –                     |
| 2017-18   | 2     | ProA           | 14   |                       |
| 2018-19   | 2     | ProA           | 16   | Rebaixado             |
| 2019-20   | 3     | ProB           |      |                       |
| 2020-21   |       |                |      |                       |
| 2021-22   |       |                |      |                       |
| 2022-23   |       |                |      |                       |
| 2023-24   | 5     | Regionalliga 2 | 2º   |                       |
| 2024-25   | 5     | Regionalliga 2 | 9º   |                       |

Fonte: Eurobasket.com

## Ligações Externas
- Baunach Young Pikes no Facebook
- Baunach Young Pikes no X
- Baunach Young Pikes no Instagram